# Snake Island
Pour plus de détails, voir Fiche technique et Distribution.
Snake Island est un film sud-africain réalisé par Wayne Crawford, sorti en 2002.

## Fiche technique
- Titre : Snake Island
- Réalisation : Wayne Crawford
- Scénario : Wayne Crawford et Arthur Payne
- Production : Wayne Crawford, Olena Doroshenko, Johan Heyns, Arthur Payne et Gregory Small
- Musique : Inconnu
- Photographie : Buster Reynolds
- Montage : Marc Wehner
- Décors : Barry Horne
- Costumes : Era-Marie Heyns
- Pays d'origine : Afrique du Sud
- Format : Couleurs - 1,85:1 - Dolby Digital - 35 mm
- Genre : Action, aventure, comédie horrifique, science-fiction et thriller
- Durée : 90 minutes
- Date de sortie : août 2002 (États-Unis)

## Distribution
- William Katt : Malcolm Page
- Wayne Crawford : Jake Malloy
- Kate Connor : Heather Dorsey
- Russel Savadier : Eddie Trent Jones
- Dawn Matthews : Lisa
- Milan Murray : Carrie
- Jason Kennett : Lance
- Japan Mthembu : Righteous
- Nicola Hanekom : Ronnie
- Seth Zweli Zimu : Ramalo
- Rohan Coll : l'agent immobilier
- Jonathan Taylor : un client
- Ben Kruger : un client
- Bob Miles : l'homme qui court
- Philip Moore : Lloyd

## Autour du film
- Le tournage s'est déroulé en Afrique du Sud.